# Cmentarz farny we Wrześni

Położenie cmentarza farnego we Wrześni

Cmentarz farny we Wrześni – zabytkowy cmentarz rzymskokatolicki, znajdujący się w centrum Wrześni, w powiecie wrzesińskim, w województwie wielkopolskim.
Zlokalizowany jest między ulicą Gnieźnieńską, 68 Pułku Piechoty i Antoniego Zamysłowskiego, od południa przylegający do terenu Samorządowej Szkoły Podstawowej nr 1 im. 68 Wrzesińskiego Pułku Piechoty oraz Miejskiego Klubu Sportowego Victoria Września. Główna brama do cmentarza znajduje się przy ulicy Gnieźnieńskiej. Cmentarz powstał ok. 1800, ostatnie pochówki miały miejsce w 1973. Na terenie cmentarza znajduje się niewielka kaplica. Na cmentarzu znajdują się groby z różnych okresów, w tym o charakterze pomnikowym, związane z ważnymi wydarzeniami historycznymi.

## Mogiła powstańców poległych 2 maja 1848 w bitwie pod Sokołowem
Mogiła powstańców poległych 2 maja 1848 w bitwie pod Sokołowem (powstanie wielkopolskie (1848)) powstała ze składek zebranych wśród mieszkańców Wrześni w czasie uroczystego nabożeństwa żałobnego za poległych powstańców, które odbyło się 21 sierpnia 1848 we wrzesińskiej farze. Nabożeństwo odprawiane zostało przez 20 duchownych, przy udziale rannych uczestników bitwy przywiezionych z wrzesińskiego szpitala. Uroczystość uświetnił chór Katedry Gnieźnieńskiej. W wyniku zbiórki zebrano ok. 200 talarów. Mogiła jest najstarszym z grobów zachowanych na wrzesińskim cmentarzu.
Wśród pochowanych są: Kazimierz Gadomski (23 l.), Ludwik Gąsiorowski, Szymon Głębocki (26 l.), Maksymilian Komoroski, Antoni Milski, Maksymilian Ogrodowicz (33 l.) i Jan Żołnierkiewicz (29 l.).

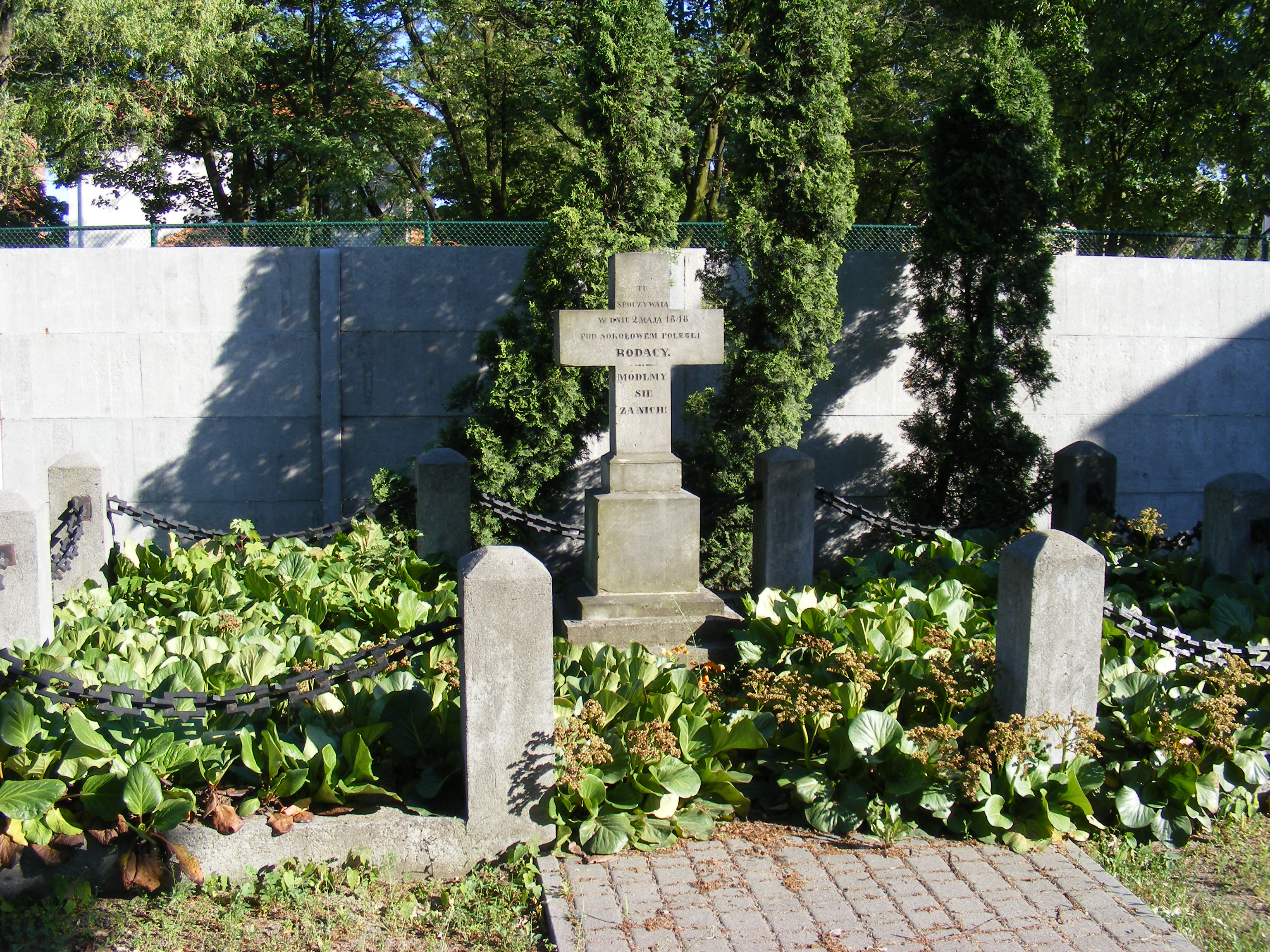
Mogiła powstańców poległych 2 maja 1848 w bitwie pod Sokołowem
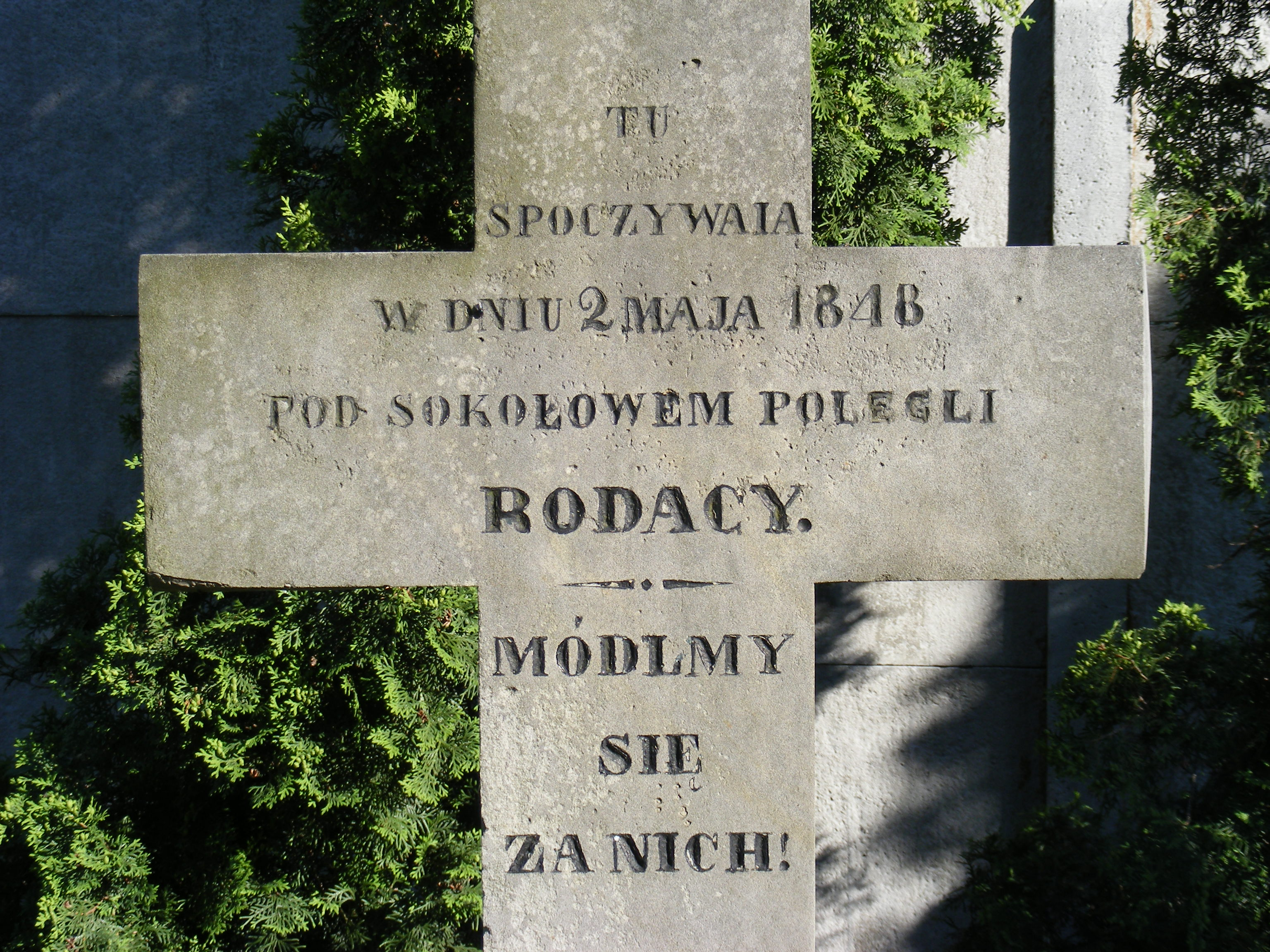
Inskrypcja na krzyżu nagrobnym

## Groby powstańców styczniowych z 1863
Spośród wrzesińskich uczestników powstania styczniowego z 1863 na cmentarzu spoczywają J. Krzywdziński, L. Szablikowski i F. Tasiemski.

## Groby uczestników strajku dzieci wrzesińskich z 1901
Na cmentarzu znajdują się groby uczestników strajku dzieci wrzesińskich z 1901.

## Zbiorowe mogiły powstańców wielkopolskich z lat 1918–1919
W dwóch zbiorowych mogiłach pochowani są uczestnicy powstania wielkopolskiego z lat 1918–1919. Pierwsza z nich poświęcona jest bohaterom poległym w walkach o niepodległość ojczyzny 1918–1919. Druga bohaterskim obrońcom ojczyzny czasu Powstania Wielkopolskiego 1918–1919, obrony Lwowa 1919, wojny z Rosją Bolszewicką 1920, żołnierzom Legii Wrzesińskiej i 68 Pułku Piechoty.

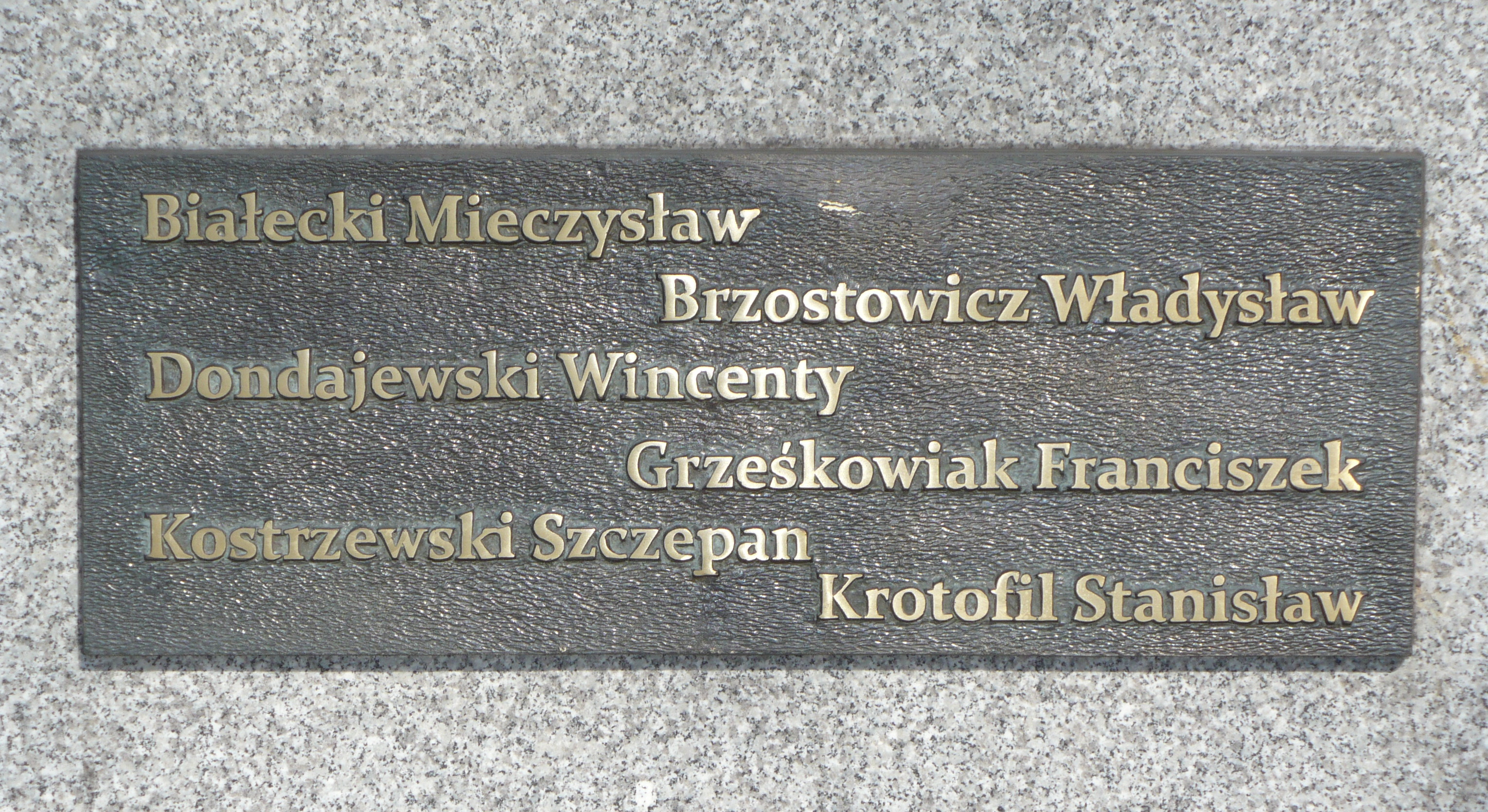
Tablica z nazwiskami powstańców wielkopolskich 1918–1919 (z lewej strony mogiły)
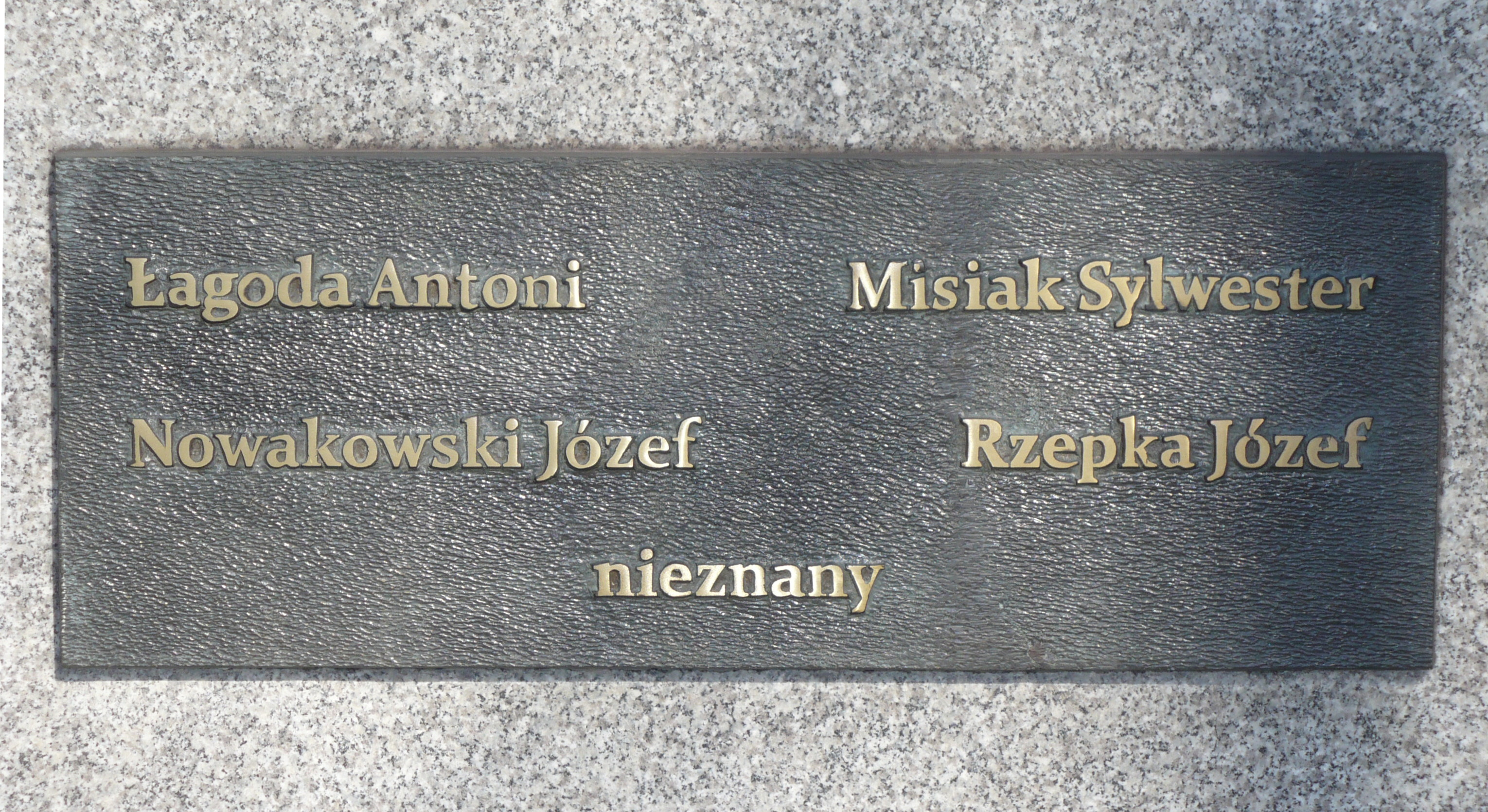
Tablica z nazwiskami powstańców wielkopolskich 1918–1919 (z prawej strony mogiły)
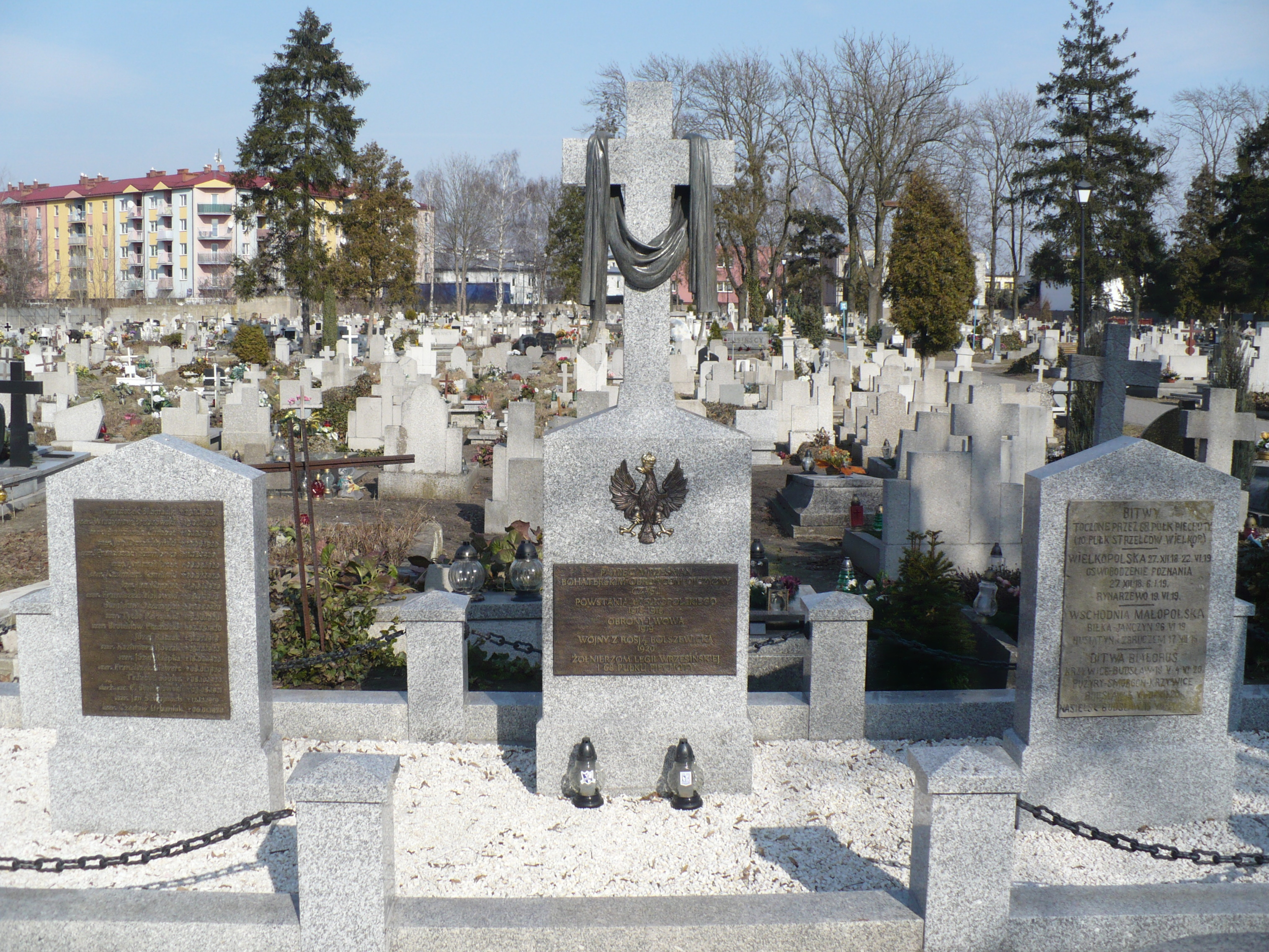
Bohaterskim obrońcom ojczyzny czasu Powstania Wielkopolskiego, obrony Lwowa, wojny z Rosją Bolszewicką, żołnierzom Legii Wrzesińskiej i 68 Pułku Piechoty

## Groby ofiar z 1939 oraz lata okupacji hitlerowskiej
Na cmentarzu pochowane są ofiary z września 1939 oraz lat okupacji hitlerowskiej.  Na mogile wzniesiono obelisk z inskrypcją: „Zbiorowa mogiła rodaków, którzy bezbronni padli ofiarą najeźdźcy w latach 1939–1944”.

## Grób gen. Romana Abrahama
Na cmentarzu spoczywa generał brygady Wojska Polskiego, dowódca Wielkopolskiej Brygady Kawalerii doktor Roman Abraham.

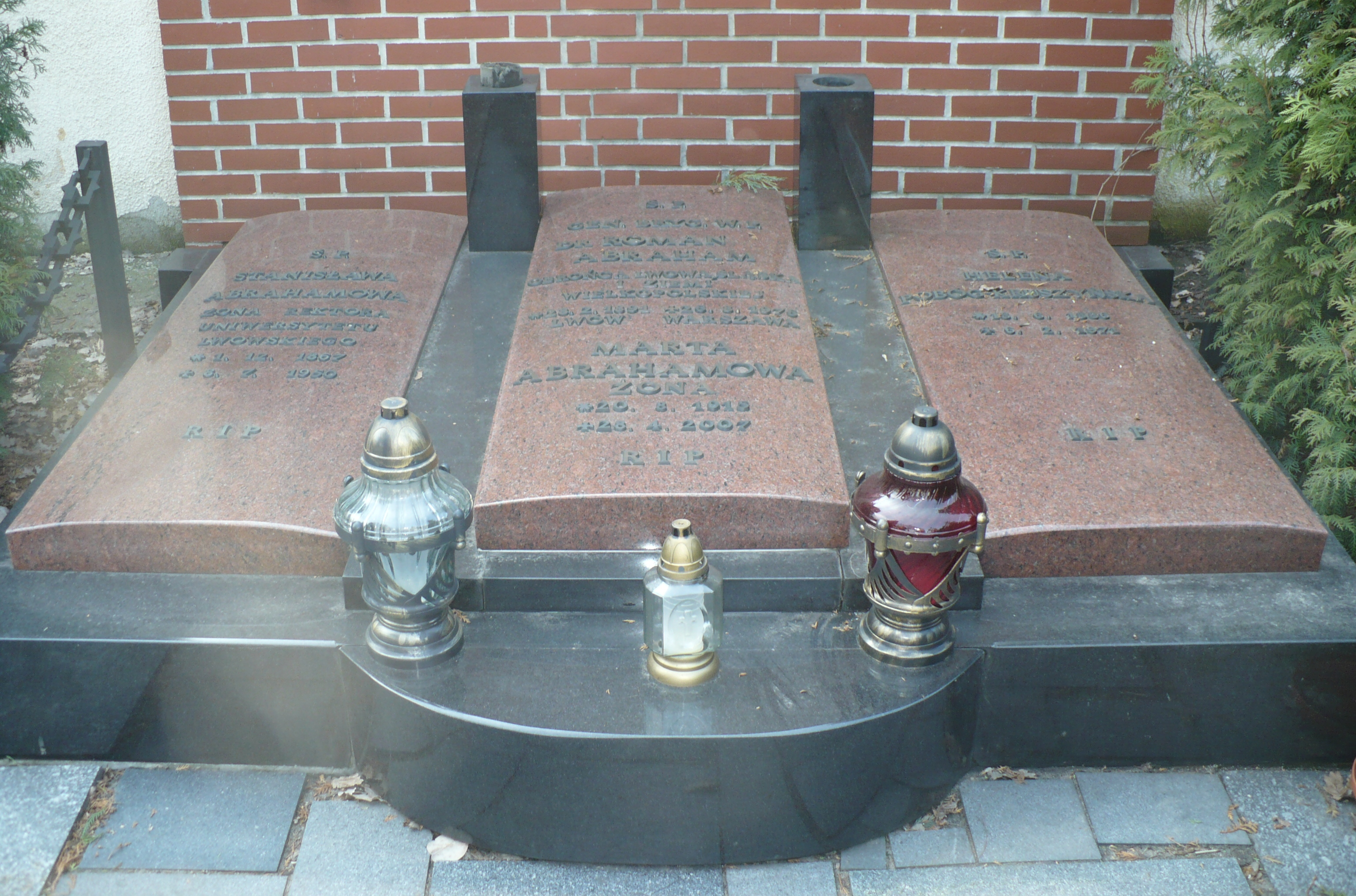
Grobowiec rodzinny gen. bryg. dr. Romana Abrahama
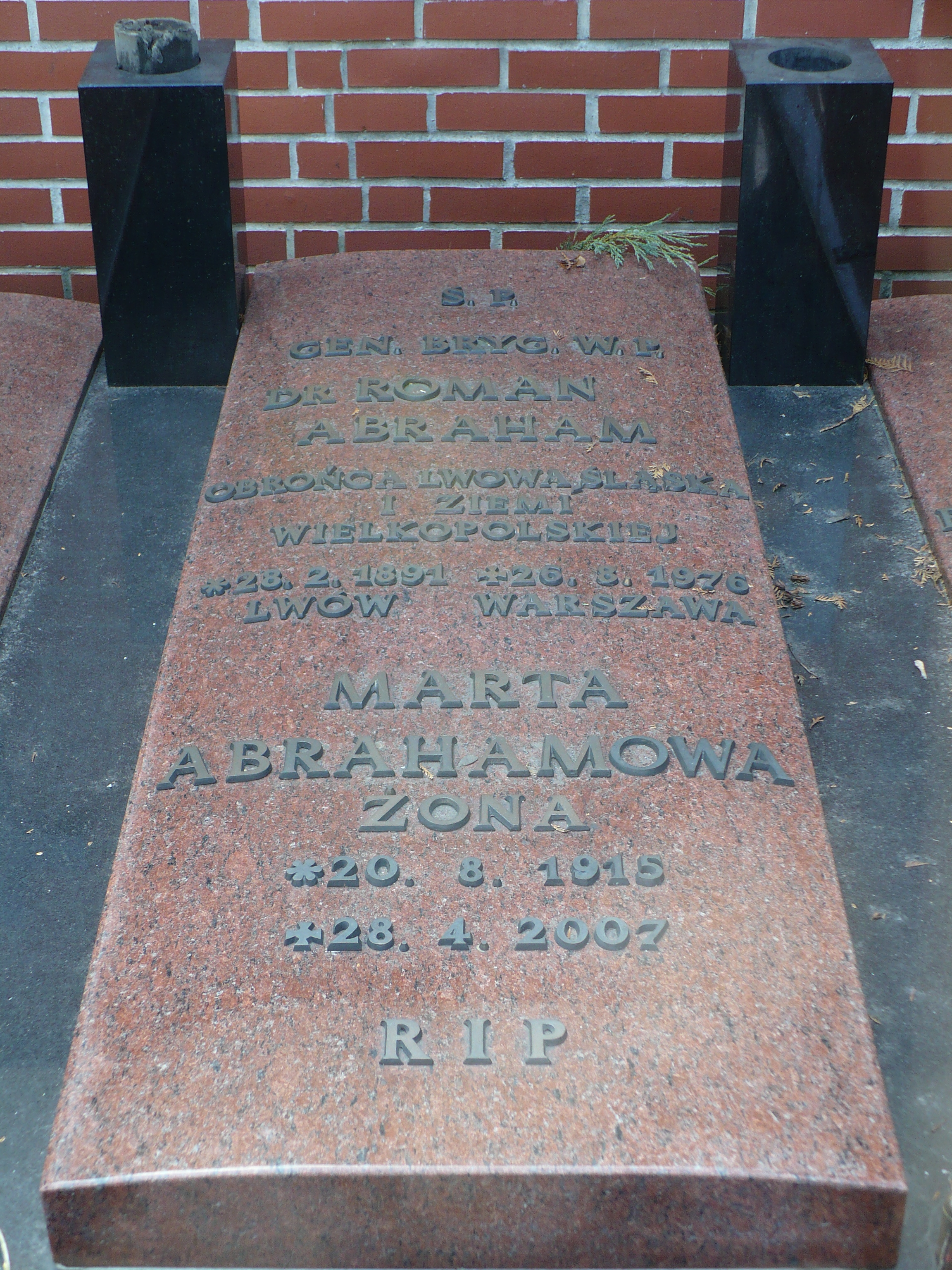
Płyta nagrobna gen. bryg. dr. Romana Abrahama i jego żony Marty

## Groby zasłużonych mieszkańców Wrześni
Na cmentarzu pochowano zasłużonych mieszkańców Wrześni, m.in. Andrzeja Prądzyńskiego i Krystynę Poślednią.

## Pomnik Katyński
Na terenie cmentarza znajduje się również Pomnik Katyński, upamiętniający ofiary ludobójstwa sowieckiego w Katyniu, Miednoje i Charkowie w 1940.

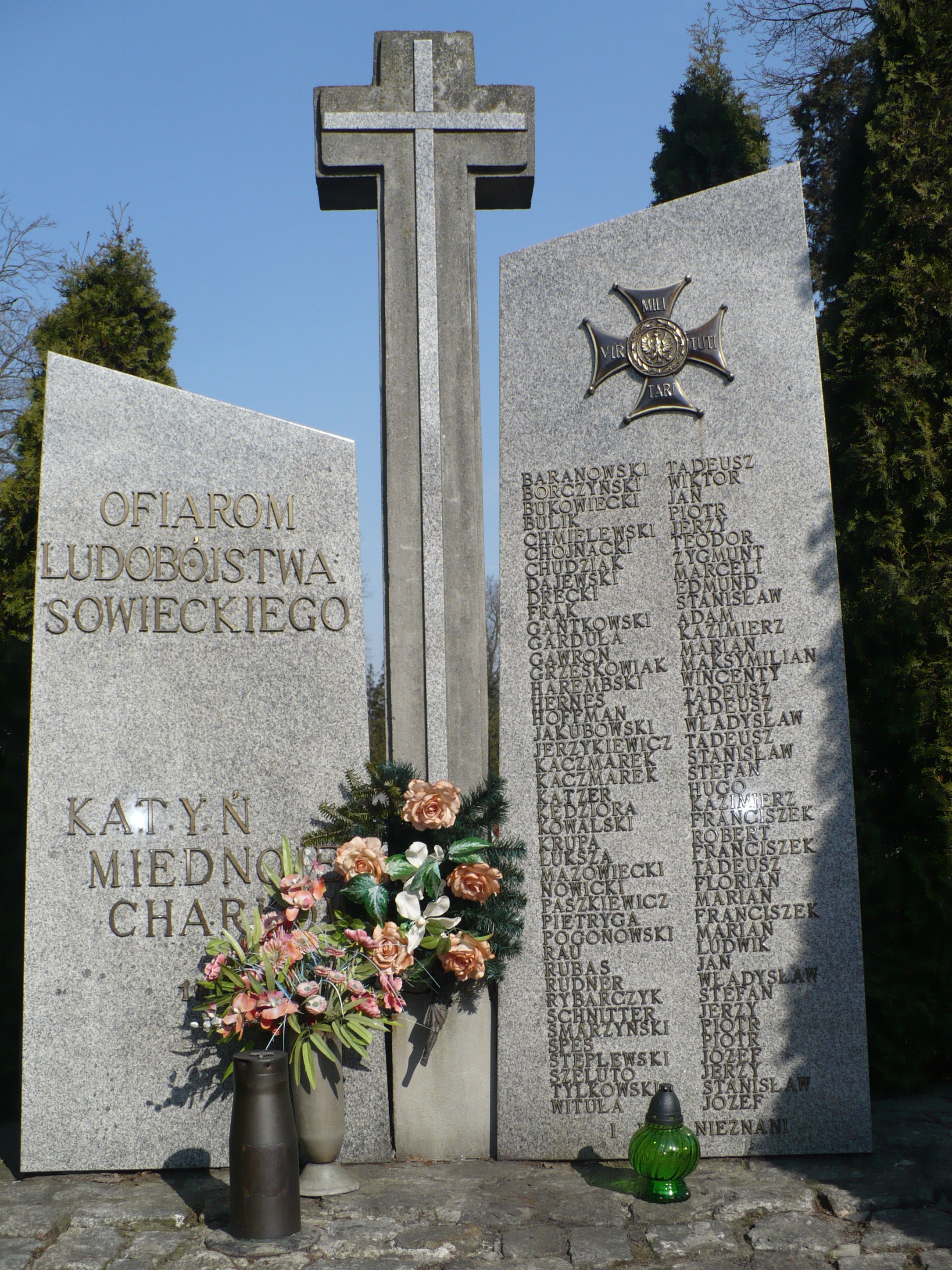
Pomnik Katyński